# Univerza v Navari
Univerza v Navari (špansko Universidad de Navarra ali UNAV) je katoliška neprofitna univerza v Pamploni, ki jo je leta 1952 ustanovil sv. Jožefmarija Escrivá, ustanovitelj Opus Dei. 
Univerza se je začela kot pravna fakulteta, danes pa jo na sedmih kampusih sestavlja 14 fakultet, 17 inštitutov in poslovna šola IESE, katere MBA je The Economist leta 2021 označil za najboljšega na svetu. V okviru Univerze deluje tudi klinika z raziskovalnim centrom, ki na leto oskrbi več kot 100.000 pacientov, ter muzej, ki med drugim hrani dela Kandinskega, Picassa in Rothka. Univerza nudi prek 120 študijskih smeri in duhovne dejavnosti, ki so v duhu verske svobode odprte vsem zaposlenim in študentom Univerze.
Poslanstvo UNAV je po lastnih navedbah iskati in posredovati resnico, gojiti akademsko, kulturno in osebno izobrazbo svojih študentov in študentk ter zaposlenih, spodbujati znanstveno raziskovanje in uresničevati široko paleto kulturnih in družbenih dejavnosti, ki jim je smoter služenje. Krščanski etos se odraža v refleksiji naukov Katoliške cerkve, načelnosti pri raziskovalni dejavnosti in spodbujanju človekovega dostojanstva in pravic.

## Znani alumni
- Leonardo Polo, filozof
- Pedro Miguel Etxenique, fizik
- Ruth Kelly, članica angleškega parlamenta (MP)
- Pedro Sánchez, španski predsednik vlade
- Arancha González, španska ministrica za zunanje zadeve
- Álex Pina, režiser in ustvarjalec
- María Elósegui, sodnica na Evropskem sodišču za človekove pravice